# Nieuwe Kerk (Haarlem)
De Nieuwe Kerk (1649) in Haarlem op het Nieuwe Kerksplein geldt als een van de bijzonderste kerkgebouwen die na de Reformatie voor de protestantse eredienst zijn gebouwd in de toenmalige Republiek der Nederlanden. Het strenge, classicistische ontwerp is van Jacob van Campen, die in opdracht van het Haarlemse stadsbestuur een kerkgebouw maakte ter vervanging van de bouwvallige en krappe gotische Sint Annakapel. De toren (1613), opgetrokken in de decoratieve stijl van de Hollandse renaissance door stadsbouwmeester Lieven de Key, moest blijven staan.
De Nieuwe Kerk was in Haarlem het eerste stenen kerkgebouw dat speciaal voor de protestanten werd gebouwd; tot dan toe hadden de Haarlemse gereformeerden alleen gebruikgemaakt van een houten - sinds lang gesloopte - preekschuur buiten de stadswallen én natuurlijk de kerkgebouwen die in de middeleeuwen waren neergezet voor de rooms-katholieke eredienst. Het splinternieuwe ontwerp van Van Campen leende zich bij uitstek voor een dienst waarbij alle aandacht niet naar het altaar ging, maar naar de kansel. De kansel stond dan ook centraal opgesteld; vanuit alle hoeken in de kerkzaal was de predikant zowel zicht- als hoorbaar.

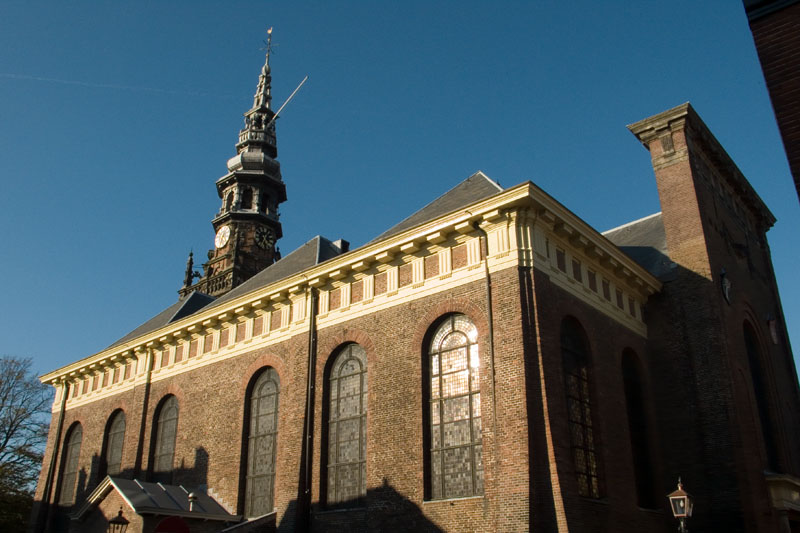
Nieuwe Kerk gezien vanuit het zuidoosten

Het ontwerp van Van Campen bestaat uit een Grieks kruis geschreven in een vierkant. Het kruis wordt gevormd door twee met houten tonnen overwelfde beuken. De hoeken zijn voorzien van lagere cassettenzolderingen. Uitwendig komt de kruisvorm niet tot uiting, zoals bij vergelijkbare kerkgebouwen in Nederland wél het geval is, zoals de Oosterkerk in Amsterdam en de hervormde kerk van Oudshoorn. Aan de buitenzijde wekt de Nieuwe Kerk de indruk dat zij een eenvoudige zaalkerk met een lengteas is. Van Campen heeft dit vermoedelijk met opzet gedaan. Op die manier sloot de bestaande toren beter aan op zijn ontwerp, bovendien paste dit goed bij de symbolische lading die hij aan zijn ontwerp gaf.

## Symboliek

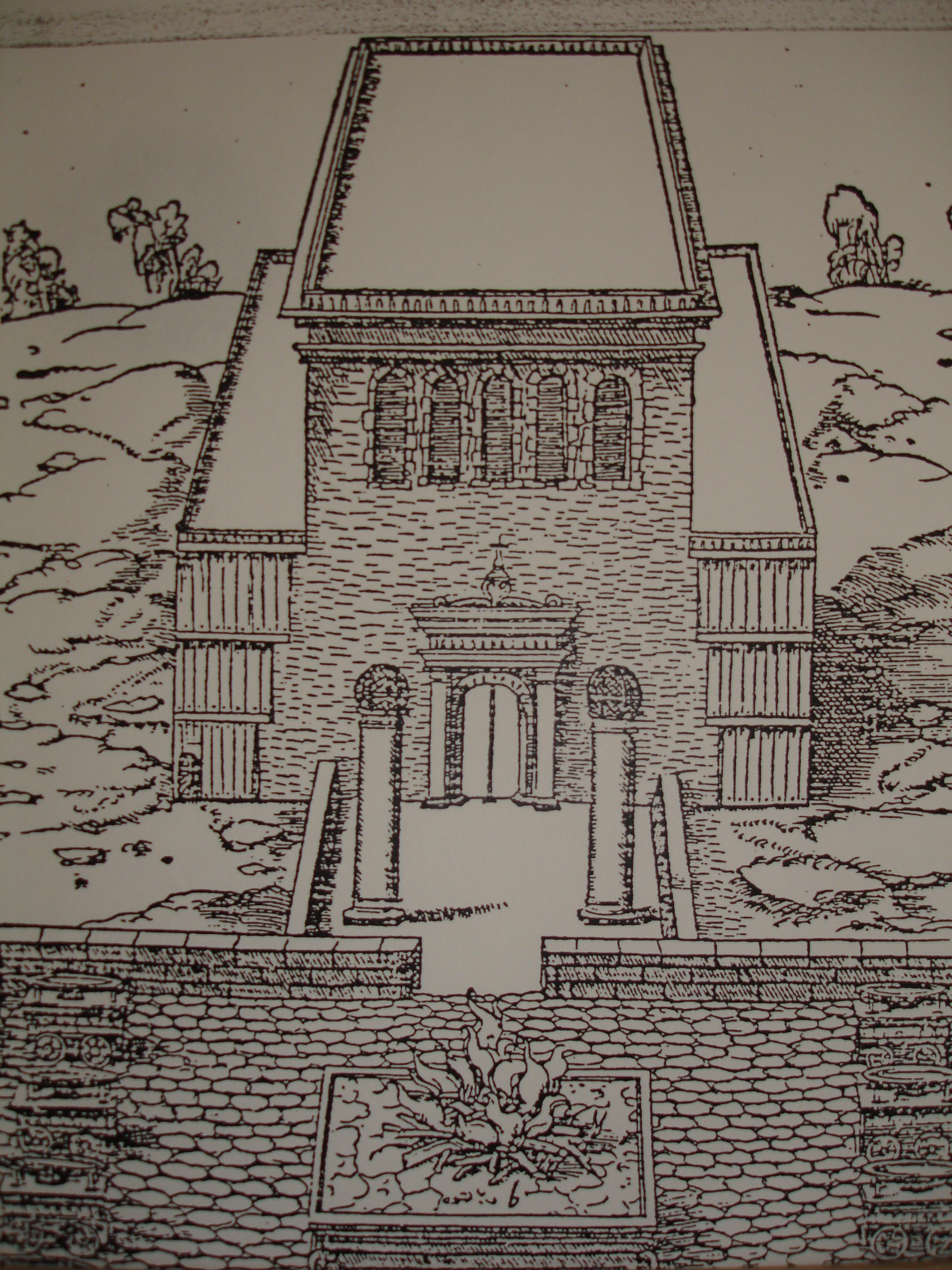
Tempelreconstructie door François Vatable, 1546

Zowel binnen als buiten zijn in het ontwerp verwijzingen te vinden naar de Tempel van Jeruzalem, althans, naar het beeld dat vroeger van dit joodse heiligdom bestond. In geïllustreerde bijbels uit de zestiende en zeventiende eeuw duiken vaak plaatjes op van dit oudtestamentische bouwwerk dat in die tijd zeer tot de verbeelding sprak. De Portugees-Israëlitische rabbijn Jacob Jehuda Leon trok zelfs bekijks op kermissen met een houten schaalmodel van het bouwwerk; in juni 1646 deed hij hiermee Haarlem aan, toen de Nieuwe Kerk reeds in aanbouw was.
Van Campen baseerde zich voor zijn kerkontwerp overduidelijk op een reconstructie gemaakt door de Franse hebraïcus François Vatable. Ook maakte hij gebruik van een zeer lijvig boekwerk voorzien van imponerende gravures, gemaakt door de Spaanse Jezuïet Juan Bautista Villalpando.
De verklaring voor het feit dat Van Campen in zijn ontwerp verwees naar de Jeruzalemse tempel is - onder meer - te vinden in de politieke verwikkelingen van die tijd en de rol van de opdrachtgevers daarin. De Hollandse regenten hadden lang aangestuurd op vrede met de Spanjaarden; het einde van de Tachtigjarige Oorlog was in zicht toen Van Campen zijn opdracht kreeg. Naar analogie van koning Salomo die een vredestempel liet bouwen nadat de Filistijnen voorgoed waren verdreven, gaven de regenten opdracht tot de bouw van de Nieuwe Kerk.

## Gewelfschilderingen
Op de houten gewelven van de Nieuwe Kerk zijn behalve wapenschilden, ook het wapen van de stad Haarlem en enkele klokjes en zagen geschilderd. Ook hier gaat symboliek achter schuil. De schilderingen verwijzen naar de oude Haarlemse legende van Damiate. Volgens de overlevering zouden Haarlemse burgers tijdens een van de kruistochten de Egyptische stad Dumyat hebben ingenomen door met hun schepen de kettingen stuk te varen die de vijand had gespannen tussen de oevers van de Nijl. Op de terugweg namen ze volgens de overlevering koper mee, waarmee klokjes werden gegoten die in de toren van de Grote Kerk werden opgehangen; zij luiden nog dagelijks ter herinnering aan de overwinning in Egypte. De trofeeën van de strijd, vier sterren en een zwaard, kregen naar verluidt een plaats in het stadswapen van Haarlem.
Deze legende over een gevecht tussen 'ware gelovigen' en de 'aanhangers van een dwaalleer' stond in de zestiende en zeventiende eeuw vermoedelijk symbool voor de strijd van de Republiek tegen de Spaanse overheersers. Zelf vonden de zeventiende-eeuwse Haarlemmers in de Tachtigjarige Oorlog geen wapenfeiten om trots op te zijn; na een lang beleg hadden ze de stad aan de Spanjaarden moeten overgeven. Maar op de heroïsche strijd in de Nijldelta in een ver en inmiddels mistig verleden kon - met de nodige verdichting van de feiten uiteraard - met trots worden teruggezien.
In de gebrandschilderde glazen van de Nieuwe Kerk, inmiddels allemaal verdwenen, stonden eertijds de wapens van de opdrachtgevers afgebeeld. Hun wapenschilden sloten fraai aan op de wapens van hun middeleeuwse voorvaderen.

## Interieur

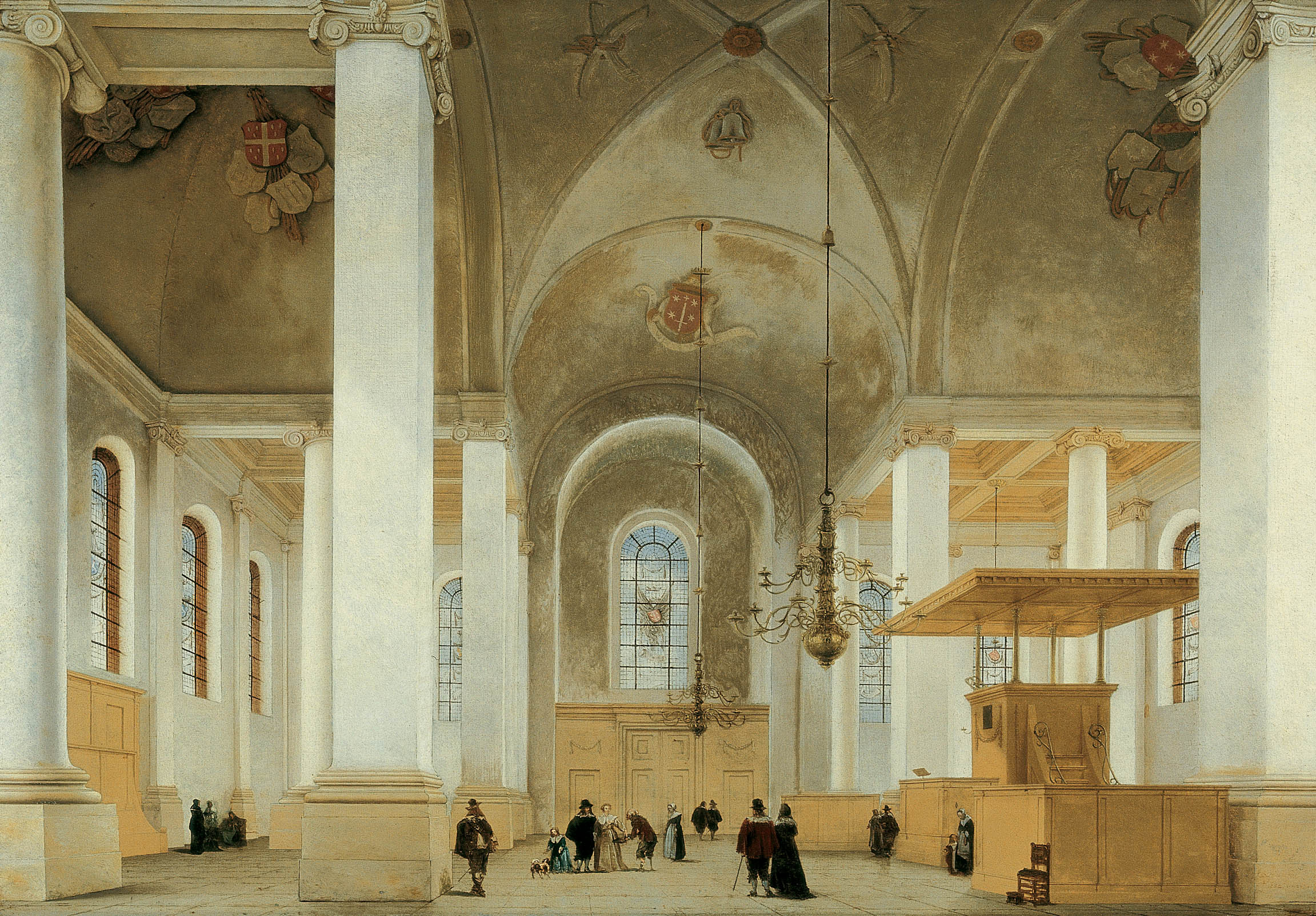
Interieur Nieuwe Kerk door Pieter Saenredam, olieverf, 1652.

Het interieur van de Nieuwe Kerk is sinds 2011 in de zomermaanden alle dagen 's middags te bezichtigen, behalve op zondag. Het interieur gelijkt nog steeds sterk op de schilderijen en tekeningen die de 17de-eeuwse Haarlemse Pieter Saenredam van de binnenzijde maakte. 